# Ivan Klobučarić
Ivan Klobučarić (Clobucciarich), Ivan (Joannes Fluminensis), (Dubašnica na Krku, oko 1545.-(1550.) – Fürstenfeld, Austrija, oko 1605.) bio je hrvatski svećenik, slikar i kartograf.

## Život

### Rođenje
Oko 1560. stupio je u augustinski red u riječkom samostanu. Tamo je proveo mladost i dobio prvi nauk, te stekao ime Joannes Clobucciarich i dodatak Riječanin (Fluminensis). Učio je hrvatski, talijanski i njemački, bio mu je poznat latinski jezik, a služio se latinicom i goticom. Za svećenika je zaređen 1572. Bio je svećenik tri godine u Rimu 1572–75. gdje je najvjerojatnije izučio slikarske vještine. Po povratku u Rijeku imenovan je generalnim vikarom, a već 1577. i priorom augustinskog samostana. Bio je i u austrijskim augustinskim samostanima, u Fürstenfeldu 1585. i 1600, te u Rijeci 1587, 1592. i 1597. Godine 1578. nadvojvoda Karlo uputio ga je s riječkim satnikom Gašparom Rabom u poslanstvo papi Grguru XIII. Poslije je nekoliko puta bio pozivan u Rim (1582, 1594. i 1595). Zbog nekih zavisti i optužbi, 1595. bio je pozvan pred Svetu inkviziciju. Bavio se slikanjem i crtanjem krajolika, zapravo topografskih panorama, kartografskih skica i veduta.

### Djelovanje
Među najpoznatijim radovima mu je kolorirani crtež Rijeke i okolice, što je naknadno utvrđeno, kao i godina nastanka 1579., a čuva se u Kartografskoj zbirci Ratnog arhiva u Beču. Zapravo je to panoramska karta na kojoj je Rijeka prikazana iz ptičje perspektive i dosta visoko zamišljene točke, tako da se grad približava tlocrtnom izgledu, a okolna brda među vodotocima superponiraju se po dubini teritorija. Očito da se u tom crtežu, kao i kasnijim radovima u istom stilu, ogleda talijanska škola pejzažnog slikarstva. Poslije je to sve više postajalo ortogonalno topografsko skiciranje, naročito kada je prikazivao veće cjeline koje se nisu mogle obuhvatiti jednim pogledom s bilo kojeg uzvišenja. Unošenjem orijentacijskih vjetrulja i oznaka udaljenosti u miljama između naselja stvarao je osnovu za konstrukciju karte sastavljene iz brojnih terenskih skica.
Za vrijeme boravka u Fürstenfeldu, po nalogu nadvojvode Ferdinanda, sakupljao je topografsku građu za kartu Štajerske, Slovenije, Istre i Dalmacije. Tako je počeo izmjere u Štajerskoj, a već 1604. i u Kranjskoj i Istri. Očito da su njegovim radom bili zadovoljni, o čemu govori pismeni nalog nadvojvode Ferdinanda od 6. 9. 1603, kojim je Klobučariću dana zadaća topografskog skiciranja južnih zemalja kraljevine, uključujući čitavu Hrvatsku u svrhu izrade karte cijele unutrašnje Austrije. Klobučarić je sljedećih nekoliko godina putovao Hrvatskom i susjednim zemljama zbog topografskog skiciranja. Skupio je opsežnu topografsku građu za sastavljanje konačne kartografske sinteze. Na žalost, u tom poslu prekinula ga je smrt (1605). Uspio je izraditi samo skice sjeverne Furlanije, goričke, gradiške i austrijske Istre gotovo u cijelosti.
Godine 1922. prvi se put saznalo za njegova kartografska djela kada su u Štajerskom zemaljskom arhivu u Grazu pronašli fascikl s natpisom Clobucciarichs Nachlass sa 79 crteža (43×32 cm), 16 listova (32×21,5 cm) i 4 lista ovećeg formata, jedan s gotovo dovršenom kartom sjeverne Dalmacije, te oko 500 raznih crteža i skica. Na svim listovima, uglavnom obostrano, ima oko 500 kartografskih skica različitih veličina i različita stupnja dorađenosti, od naznaka do sasvim dovršenih topografskih panorama, veduta naselja, zamaka, utvrda gradina i tlocrta nekih objekata, većinom s mnogo toponima i nekim usputnim bilješkama. Prikazana je gotovo cijela Štajerska, Kranjska, austrijska Istra do Soče i veći dio granične Hrvatske. Prema skicama i nedovršenim kartama vidi se da je radio na okolici Broda na Kupi, na području Podravine od Varaždina do Ptuja, u Karlovcu i njegovoj okolici, zatim u okolici Rijeke, na području Žumberka, oko Samobora i u zapadnom dijelu Zagorja. Prema skici za kartu sjevernog dijela Kvarnera sa zaleđem vidi se da je prošao mjesta od Rijeke do Senja, zatim da je u unutrašnjosti obišao okolicu Modruša, Mrkoplja, Ravne gore, Delnica, Lokava, Fužina i Brinja. Iz skica se vidi da je obišao Učku, Ćićariju, Podgrad i još neka mjesta u sjevernoj Istri. Prolazio je kvarnerskom obalom i južnije od Senja. Obišao je Jurjevo, Starigrad, Jablanac i Pag. Također je bio na Kvarnerskim otocima, ali o tome nema detaljnijih podataka. Skicu na kojoj je prikazao područje Like i Krbave izradio je prema uzorcima s onodobnih karata. Prema jednom listu može se zaključiti da je boravio u Zagrebu i obišao Susedgrad. Njegova karta Dalmacije i Kvarnera govori da je bio u Zadru, Šibeniku, Trogiru i Splitu. Posljednji se put spominje u pismu što mu ga je 26. 8. 1605. uputio riječki potkapetan iz Kastva o nekim svađama u samostanu, ali već sljedeće godine nije među živima. O Klobučariću su pisali domaći i strani istraživači, ali još nije dovoljno istraženo i cjelovito obrađeno njegovo djelo. No, svi istraživači ističu važan doprinos hrvatskoj kartografiji i vrijednost njegova rada za bolje geografsko poznavanje prikazanih krajeva.

## Djela
- Velika panoramska veduta Rijeke i okolice. 1579.
- Štajerska, Kranjska, Istra, Gorička, Hrvatska, orig. rkp., 99 listova, raz. vel., s 500 crteža. 1601-1605.
- Topografska skica Kvarnera s otocima Krk, Cres i Lošinj.
- Topografska skica Gorskog kotara.
- Topografska skica Bakarskog zaljeva sa zaleđem.

## Vanjske poveznice
- Klobučarić, Ivan Hrvatska tehnička enciklopedija, portal hrvatske tehničke baštine. LZMK